# Forum navale
Forum navale (t o m 1945 Sjöhistoriska Samfundets Skrifter) är en tidskrift som sedan 1940 årligen ges ut av Sjöhistoriska samfundet. Tidskriften publicerar artiklar i sjöhistoria, både civil och militär, främst med ett svenskt fokus.
Totalt har det fram till och med 2014 givits ut 70 nummer och sedan november 2013 finns alla utgivna nummer att läsa på Sjöhistoriska samfundets webbplats.